# Шипченска планина
Шипченска планина е планина, дял от Средна Стара планина, в области Габрово и Стара Загора, между Химитлийския проход и Тревненска планина.
Шипченска планина се издига в централната част на Средна Стара планина с посока изток-запад, с дължина около 25 км и ширина от 15 до 25 км. На запад долината на река Росица, Химитлийския проход (Ясеновски проход, 1210 м) и долината на река Лешница (ляв приток на Тунджа) я отделят от Калоферска планина, а на изток долината на Дряновска река (от басейна на Янтра), седловина висока 1061 м и долината на Мъглижка река (ляв приток на Тунджа) – от Тревненска планина. На север по линията Габрово – Трявна преминава условната граница със Средния Предбалкан, която я отделя от Габровските височини, а на северозапад рида Осениковец чрез седловина висока 865 м се свързва с предбалканския Черновръшки рид. На юг със стръмни склонове се спуска към Казанлъшката котловина.
Билото на планината е плоско с височина 1250 – 1500 м, с отделни заоблени слабо изразени върхове. Най-висока точка е връх Исполин (1523,4 м), разположен в западната ѝ част. Други по-високи върхове са: Атово падало (1495 м), Бедек (1488 м), Хаджи Димитър (1441 м), Столетов (1326 м), Малуша (1312 м) и др. Южните склонове, обърнати към Казанлъшката котловина са стръмни с дълбоко всечени речни долини (леви притоци на Тунджа), в подножието заети от изразителни наносни конуси. Северните склонове са по-полегати и дълги, разчленени от река Янтра и горните ѝ притоци.
Образувана е върху Шипченската антиклинала. Изградена е от палеозойски кристалинни скали, триаски, юрски, кредни и терциерни седиментни скали. Почвите са предимно кафяви горски. Южните склонове са обезлесени, скалисти, силно ерозирани, на места залесен с иглостни гори. Букови гори, примесени с габър са запазени само по долините на реките. Северните склонове във високите пояси са обрасли с гъсти букови гори, а ниските части в по-голямата си част са обезлесени и частично заети от обработваеми земи.
В южното подножие на планината са разположени градовете Шипка и Крън и селата Ясеново, Енина,Шейново,Долно Изворово и Горно Изворово, а по северното – няколко от кварталите на град Габрово и множество малки селца и махали в Област Габрово.
В близост до връх Столетов през Руско-турската война 1877 – 1878 г. се водят ожесточени сражиния и сега на това място е построен Паметникът на Освобождението „Шипка“. В близост до връх Хаджи Димитър (Бузлуджа) през 1891 г. се провежда учредителният конгрес на БСДП и през 1980-те години е изграден Дома паметник „Бузлуджа“. В местността Узана се намира географският център на България. До град Шипка се намира Храм-паметника „Шипка“и Шипченския манастир, а на северния склон, недалеч от Габрово – Соколовския манастир. В близост е и архитектурно-етнографския комплекс „Етъра“.
В планината са изградени шест хижи: „Крачана“, „Девети март“ и „Узана“ в най-западната ѝ част в близост до Химитлийския проход, а в източната ѝ част – хижите „Здравец“, „Бузлуджа“ и „Планинец“. Почти целия северен склон на планината попада в природния парк „Българка“, а по южните склонове са разположени защитените местности „Ждрелото“ (над село Енина) и „Мечките“ (над град Крън).
През средата на планината, през Шипченския проход (1195 м), от Габрово до град Шипка, на протежение от 20,3 км, преминава участък от първокласен път № 5 от Държавната пътна мрежа Русе – Стара Загора – ГКПП „Маказа“.

## Топографска карта
- Лист от карта K-35-39. Мащаб: 1 : 100 000.
- Лист от карта K-35-40. Мащаб: 1 : 100 000.
- Лист от карта K-35-51. Мащаб: 1 : 100 000.
- Лист от карта K-35-52. Мащаб: 1 : 100 000.